# SN 2000I
SN 2000I – supernowa typu II odkryta 4 lutego 2000 roku w galaktyce NGC 2958. W momencie odkrycia miała maksymalną jasność 18,60m.